# Cuverville (Eure)
Cuverville – miejscowość i gmina we Francji, w regionie Normandia, w departamencie Eure.
Według danych na rok 1990 gminę zamieszkiwały 144 osoby, a gęstość zaludnienia wynosiła 23 osoby/km² (wśród 1421 gmin Górnej Normandii Cuverville plasuje się na 755. miejscu pod względem liczby ludności, natomiast pod względem powierzchni na miejscu 589.).